# Ricaud (Alti Pirenei)
Ricaud è un comune francese di 75 abitanti situato nel dipartimento degli Alti Pirenei nella regione dell'Occitania.

## Società

### Evoluzione demografica
Abitanti censiti